# Stumbras
AB Stumbras (dt. 'Wisent') ist das älteste und größte Spirituosen-Unternehmen in Litauen,  der größte litauischer Exporteur von starken alkoholischen Getränken. Es wurde 1906 in Kaunas errichtet. Es gehört der „MG Baltic Trade“.
Das Unternehmen besitzt die Marken  „Lithuanian vodka“ (Wodka), „Stumbras vodka“ (Wodka), „Gloria“ (Brandy), „999“ (Bitter), „Stumbro Starka“ (Bitter), „Krupnikas“ (Likör), „Poema“ (Likör) und andere. „Stumbras“ exportiert seine Produkte in fünf Kontinenten.
2009 erzielte das Unternehmen den Umsatz von 119 Millionen Litas (ohne Mehrwertsteuer und Verbrauchsteuern), den Gewinn  von 23,2 Millionen Lt und zahlte zum litauischen Staatshaushalt 255 Millionen Litas Steuern (2008: 318 Mio. LTL oder 90 Mio. Euro).

## Trivia
Auf Deutsch wird zur Beschreibung des namensgebenden „Stumbras vodka“ meist nur geschrieben "Jede Flasche enthält eine handverlesene Getreideähre". Das ist nicht sehr präzise: Traditionell enthält jede Flasche des Wodkas eine Ähre eines Wildgrases namens Duftendes Mariengras, litauisch Kvapioji stumbražolė (lat. Hierochloe odorata), auch umschreibbar als duftendes Bison- oder Wisentgras, auch wenn das abgebildete Gras auf dem Flaschenetikett heutzutage mehr einer Gerstenähre ähnelt.